# Mulbjerge
Mulbjerge (fra mule (fremspring) + bjerge) er en række morænebakker der ligger nord og øst for Dokkedal, mellem den flade Lille Vildmose og Kattegat. Den højeste af bakkerne, Vagten er 48 meter høj, og mellem den , og Gulhøj (36 moh.) mod syd, går en kløft, Stejlgabet der fører ned til et tidligere fiskerleje og en bademole.
De markante bakker var i stenalderen, hvor Lille Vildmose
var dækket af hav, en ø der lå 5 km fra det øvrige Himmerland .
Mulbjerge er en del af Natura 2000 -område nr. 14 Ålborg Bugt, Randers Fjord og Mariager Fjord , og blev fredet første gang i 1948, men er blevet justeret flere gange siden, senest i 1986. Det fredede område udgør ca. 144 ha .